# Tapaiuna pehlkei
Tapaiuna pehlkei is een halfvleugelig insect uit de familie schuimcicaden (Cercopidae). De wetenschappelijke naam van deze soort is voor het eerst geldig gepubliceerd in 1909 door Schmidt.